# Суграшица
Сугра̀шицата е вид валеж. Представлява сферични, бели, меки и лесно смачкващи се зрънца с диаметър 1 – 3 милиметра. Снежната или ледената суграшица се образува в облаци с висока скорост на възходящите потоци. В такива случаи, ако върху малки снежинки се натрупват и замръзват преохладени водни капчици се образува снежна суграшица. Тя представлява падащ сняг, във вид на малки бели непрозрачни зърна. Ледената суграшица представлява зрънца с непрозрачно бяло ядро, обвито с прозрачен леден слой.
В повечето части на света, суграшицата пада само за кратък период от време и не се натрупва в голямо количество. Въпреки това, тя се топи значително по-бавно от сняг със същия обем.